# フリオ・ズレータ
フリオ・エルネスト・ズレータ・タピア（Julio Ernesto Zuleta Tapia、1975年3月28日 - ）は、パナマ共和国パナマ市出身の元プロ野球選手（内野手、右投右打）。

## 経歴

### メジャー時代
1992年9月15日にアマチュアFAでシカゴ・カブスと契約し、翌1993年よりカブス傘下のマイナーリーグでプレーした。
2000年にメジャー初昇格を果たし、4月6日のセントルイス・カージナルス戦でメジャーデビュー。代打として出場したが凡退に終わった。2001年まで2年間にわたりカブスに在籍し、メジャー通算成績は79試合出場・打率.247・9本塁打・38打点だった。
2002年3月には日本プロ野球（NPB / セントラル・リーグ〈セ・リーグ〉）の読売ジャイアンツ（巨人）が、前年限りで退団したドミンゴ・マルティネスに代わる強打者候補としてズレータと獲得交渉を行ったが、入団には至らなかった。同年はカブス傘下のAAA級アイオワ・カブス（パシフィックコーストリーグ）でプレーして120試合に出場し、打率.293・31本塁打・104打点の成績を残した。同年9月 - 10月にかけてはセ・リーグの中日ドラゴンズがトラビス・ハフナーとともに強打の新外国人候補として獲得を検討していたほか、パシフィック・リーグ（パ・リーグ）で最少の101本塁打と長打力不足に悩まされ、フランク・ボーリック（同年限りで退団）に代わる新外国人を探していた千葉ロッテマリーンズも獲得を検討していた。しかしNPB球団への入団は実現せず、同年10月15日にDFAとなり、11月24日にボストン・レッドソックスと契約した。
2003年シーズンはレッドソックス傘下のAAA級ポータケット・レッドソックス（インターナショナルリーグ）で主に一塁手として活躍し、6月5日（日本時間では6月6日）までに55試合に出場して204打数56安打（打率.275）・12本塁打・49打点（本塁打・打点はチームトップ）の成績を残していた。しかしメジャー再昇格は果たせず、6月7日にDFAとなった。

### ダイエー・ソフトバンク時代
2003年6月13日に福岡ダイエーホークス（NPB / パ・リーグ）へ入団した。ダイエーは当時、主砲・小久保裕紀が右膝に重傷を負って同年中の復帰が絶望的になっていたため、代役としてフィル・ハイアット（元阪神タイガース）などをリストアップしていたが、最終的にはズレータの獲得を決めた。「サードを守れる大砲」という触れ込みで入団したが、送球に難があり三塁手での起用は見送られた。日本での初出場は、6月23日の対日本ハムファイターズ戦（福岡ドーム）で8番・ライトでスタメン出場したが、以降は大道典嘉との併用で指名打者として起用された。日本シリーズ第1戦では阪神タイガースの安藤優也からサヨナラタイムリー、第2戦では金澤健人からダメ押しの3ランを放っている。
2004年、主砲としてレギュラーシーズン勝率1位に貢献。3ラン本塁打を打つことが非常に多く、「ミスター3ラン」とも呼ばれた。9月9日の対千葉ロッテマリーンズ戦ではダン・セラフィニから死球を受け、マウンド上で乱闘騒ぎを起こし双方退場になった。
2005年は交流戦以降、膝などに不安がある松中信彦に代わり一塁手に定着。打率.319、43本塁打、99打点といずれもリーグ2位の好成績を記録。またオフに、第1回ワールド・ベースボール・クラシックパナマ代表候補に選出されたが、日本のシーズンを優先するため辞退した。
2006年4月16日、対日本ハム戦（福岡Yahoo!JAPANドーム）で金村暁から受けた死球に激昂し、金村に突進してタックル・パンチを見舞い退場処分。10日間の出場停止処分を下され、ズレータから暴行を受けた金村は4月一杯を棒に振る神経痛を負った。4月30日の日本ハム戦（札幌ドーム）で復帰し、試合前には相手のトレイ・ヒルマン監督に謝罪。第1打席ではスタンドから大ブーイングを浴びたが、先制点につながる安打を放った。2006年10月12日に行われたパ・リーグプレーオフプレーオフ第2ステージでは盗塁を試みたズレータが二塁へスライディングした際、捕手からの送球を捕っていた田中賢介のグラブに突っ込み守備妨害を取られるシーンがあった。
この年、ソフトバンクへの残留交渉は難航を極めた。ズレータが2年契約を求めたのに対して、フロントは単年契約を提示。最終的に2年総額約700万ドル（約8億2000万円、出来高込み）に上乗せしたものの今度は金銭面で折り合わず、12月25日にソフトバンクが交渉の打ち切りを決定。同29日、2年総額約900万ドル（約10億5000万円、出来高込み）を提示し、かねてよりズレータ側代理人のユージン・カサレッジオから売り込んでいた千葉ロッテマリーンズに移籍した。

### ロッテ時代
2007年3月24日の開幕戦（対日本ハム戦）で、4番・指名打者で出場。6回裏にダルビッシュ有から同点満塁本塁打を放った。9月22日の対東北楽天ゴールデンイーグルス戦（フルキャストスタジアム宮城）において、第2打席に二塁打、第3打席に三塁打、第4打席に本塁打、第5打席に単打を放ち、サイクル安打を達成。ロッテの一塁手には福浦和也がいたため、主に指名打者としての出場（ただし、福浦の故障により一塁手での出場も数試合あった）。開幕当初は好調を維持していたが、死球による左手小指骨折で戦線離脱があったため規定打席の半分ほどしか立つことができず、77試合の出場に留まり打率.267、15本塁打に終わった。この15本塁打はチームトップだった。
2008年6月7日の対読売ジャイアンツ戦で、エイドリアン・バーンサイドから、ラルフ・ブライアント（近鉄バファローズ）以来18年ぶりに東京ドームの懸垂物に当てる認定ホームラン（推定飛距離150m）を放った。しかし、この年も故障や調整不足などにより73試合の出場で打率.215、8本塁打、33打点、72三振と前年同様低調な成績に終わる。3億と高年俸に加えて起用法に対する不満を漏らしていたこともあり、11月7日に自由契約となった。

### ロッテ退団後
2009年開幕前の3月に、第2回WBCのパナマ代表に選出された。同大会では、プエルトリコ戦とドミニカ戦に「5番・一塁」でスタメン出場した。
その後、リーガ・メヒカーナ・デ・ベイスボルのレイノサ・ブロンコスでプレーをしていたが、打率2割台前半と不振にあえぎ、5月半ばで所属チームを解雇された。
その後、ソフトバンク時代に師匠として慕っていた金森栄治の打撃コーチ就任に伴い、ロッテの秋季キャンプにテスト参加したが、入団には至らなかった。
2011年頃からは、フォートマイヤーズでバッティングセンターを経営し、有料で野球指導も行ないながら、日本球界復帰を目指してトレーニングを行っていた。
2018年8月、ソフトバンクのメモリアルイベントのために来日。現在はフロリダで不動産業に携わっている。
2025年は春季キャンプでソフトバンクの臨時コーチを務めた。同年7月8日から17日には外国人育成選手の指導のため再びコーチに就任することとなり、「外国人育成打撃コーチ」として7月1日付けでコーチ登録も行われた（背番号は「042」）。

## プレースタイル
真ん中から外のボールに強い。2005年は内角のボールは5本塁打だったのに対し、真ん中、外角はいずれも19本塁打を記録した。引っ張りが基本であるが、右に打つこともうまい。

## 人物
- 投手の持ち球や配球などをノートに細かくメモしていた[24]。
- 「チョップ、チョップ、パナマウンガー!」というパフォーマンスは、故郷であるパナマと日本を合体させたもの[25]。2006年には博多華丸から伝授された「よかろうもん!」も付け加えられている[26]。ロッテ移籍後は「幕張ファイヤー！」に変更）。
- 2006年10月12日、ソフトバンクがプレーオフ第2ステージで敗退した瞬間、マウンド上で崩れ落ちた斉藤和巳にホルベルト・カブレラと共に真っ先に駆け寄った。ズレータは「カズミが笑われたり、さらし者になったりするのが許せなくて、一目散にマウンドに駆けつけたんだ。なぜなら、彼は俺の大切な兄弟なのだから」と語っている。自分のことを優先するチーム在籍外国人選手のズレータとカブレラに対して、特別扱いする空気があったが、選手会長を務めていた斉藤から「あなたたちの力が必要だから、力を貸してくれ」と強く迫られ意識が変わったという[27]。
- 千葉ロッテ入団以降は、フェイスガード付きのヘルメットを着用し打席に入っていた。2019年以降日本のプロ野球でも使用する選手が急増したが、2000年代に使用していたのは稀有な例であった。
- パナマ工科大では自動車のエンジン研究を行っていた[24]。

## 詳細情報

### 年度別打撃成績
| 年 度    | 球 団                 | 試 合 | 打 席 | 打 数 | 得 点 | 安 打 | 二 塁 打 | 三 塁 打 | 本 塁 打 | 塁 打 | 打 点 | 盗 塁 | 盗 塁 死 | 犠 打 | 犠 飛 | 四 球 | 敬 遠 | 死 球 | 三 振 | 併 殺 打 | 打 率 | 出 塁 率 | 長 打 率 | O P S |
| -------- | --------------------- | ----- | ----- | ----- | ----- | ----- | -------- | -------- | -------- | ----- | ----- | ----- | -------- | ----- | ----- | ----- | ----- | ----- | ----- | -------- | ----- | -------- | -------- | ----- |
| 2000     | CHC                   | 30    | 73    | 68    | 13    | 20    | 8        | 0        | 3        | 37    | 12    | 0     | 1        | 0     | 0     | 2     | 0     | 3     | 19    | 2        | .294  | .342     | .544     | .887  |
| 2001     | CHC                   | 49    | 118   | 106   | 11    | 23    | 3        | 0        | 6        | 44    | 24    | 0     | 1        | 0     | 1     | 8     | 1     | 3     | 32    | 3        | .217  | .288     | .415     | .703  |
| 2003     | ダイエー ソフトバンク | 67    | 250   | 214   | 33    | 57    | 14       | 0        | 13       | 110   | 43    | 0     | 1        | 0     | 2     | 24    | 0     | 10    | 62    | 7        | .266  | .364     | .514     | .878  |
| 2004     | ダイエー ソフトバンク | 130   | 542   | 455   | 60    | 129   | 18       | 0        | 37       | 258   | 100   | 1     | 2        | 0     | 5     | 63    | 4     | 19    | 121   | 20       | .284  | .389     | .567     | .956  |
| 2005     | ダイエー ソフトバンク | 131   | 526   | 461   | 80    | 147   | 20       | 1        | 43       | 298   | 99    | 0     | 1        | 0     | 6     | 44    | 6     | 15    | 119   | 14       | .319  | .392     | .646     | 1.038 |
| 2006     | ダイエー ソフトバンク | 126   | 532   | 466   | 59    | 131   | 22       | 0        | 29       | 240   | 91    | 1     | 2        | 0     | 6     | 47    | 10    | 13    | 112   | 17       | .281  | .359     | .515     | .874  |
| 2007     | ロッテ                | 77    | 326   | 277   | 36    | 74    | 10       | 1        | 15       | 131   | 51    | 2     | 0        | 0     | 3     | 38    | 1     | 8     | 88    | 9        | .267  | .368     | .473     | .841  |
| 2008     | ロッテ                | 73    | 263   | 241   | 21    | 52    | 15       | 1        | 8        | 93    | 33    | 1     | 1        | 0     | 2     | 16    | 1     | 4     | 72    | 14       | .216  | .274     | .386     | .660  |
| MLB：2年 | MLB：2年              | 79    | 191   | 174   | 24    | 43    | 11       | 0        | 9        | 81    | 36    | 0     | 2        | 0     | 1     | 10    | 1     | 6     | 51    | 5        | .247  | .309     | .466     | .775  |
| NPB：6年 | NPB：6年              | 604   | 2439  | 2114  | 289   | 590   | 99       | 3        | 145      | 1130  | 417   | 5     | 7        | 0     | 24    | 232   | 22    | 69    | 574   | 81       | .279  | .365     | .535     | .900  |

- ダイエー（福岡ダイエーホークス）は、2005年にソフトバンク（福岡ソフトバンクホークス）に球団名を変更

### 表彰
- ベストナイン(一塁手)： 1回 （2005年）
- 月間MVP：1回（2005年6月）

### 記録
NPB初記録
- 初出場・初先発出場：2003年6月23日、対日本ハムファイターズ16回戦（福岡ドーム）、8番・右翼手として先発出場
- 初打席・初安打：同上、2回裏無死に吉崎勝から中堅フェンス直撃二塁打
- 初打点：2003年6月24日、対日本ハムファイターズ17回戦（福岡ドーム）、6回裏1死に清水章夫から
- 初本塁打：2003年7月1日、対大阪近鉄バファローズ16回戦（大阪ドーム）、5回表無死に山本省吾から左越ソロ
- 初盗塁：2004年6月7日、対日本ハムファイターズ13回戦（東京ドーム）、6回表に二盗（投手：井場友和、捕手：髙橋信二）

その他の記録
- 100本塁打：2006年5月6日、対西武ライオンズ7回戦（インボイスSEIBUドーム）、4回表2死に西口文也から左越逆転決勝3ラン　※史上245人目
- オールスターゲーム出場：2回 （2004年、2005年）
- 全13球団から本塁打：2007年4月1日、対福岡ソフトバンクホークス3回戦（千葉マリンスタジアム）、8回裏に藤岡好明から中越ソロ　※史上6人目

2004年限りで消滅した大阪近鉄を含む13球団からの本塁打は、史上2人目
- サイクル安打：2007年9月22日、対東北楽天ゴールデンイーグルス22回戦（フルキャストスタジアム宮城）　※史上61人目
  - 第1打席から順に投手ゴロ（2回）、二塁打（4回）、三塁打（6回）、本塁打（7回）、単打（9回）

### 背番号
- 15 （2000年 - 2001年）
- 42 （2003年 - 2008年）、（2009年WBCパナマ代表で出場時）
- 042（2025年7月1日[21] - 同7月17日〈予定〉[20]）

### 代表歴
- 2009 ワールド・ベースボール・クラシック・パナマ代表